# Cerrillus notatus
Cerrillus notatus är en insektsart som beskrevs av Henry Fairfield Osborn 1923. Cerrillus notatus ingår i släktet Cerrillus och familjen dvärgstritar. Inga underarter finns listade i Catalogue of Life.